# Разбиение Хегора
Разбиение Хегора — разбиение компактного ориентированного трёхмерного многообразия на два тела с ручками.
Названо в честь Поула Хегора, который положил начало изучению таких разбиений в 1898 году.

## Конструкция
Для любого компактного трёхмерного многообразия {\displaystyle M} существует поверхность {\displaystyle S}, разрезающая {\displaystyle M} на два тела с ручками,
то есть на многообразия, гомеоморфные замкнутой области евклидова пространства, ограниченной поверхностью.
Род поверхности {\displaystyle S} называется родом разбиения.
Разбиение {\displaystyle M} называется минимальным, если {\displaystyle M} не допускает разбиения меньшего рода. Минимальное значение рода поверхности называется родом Хегора многообразия {\displaystyle M}.

## Примеры
- Трёхмерная сфера {\displaystyle S^{3}} допускает разбиение Хегора рода  ноль. Иначе говоря, 2-мерная сфера разрезает {\displaystyle S^{3}} на два шара.
  - Более того, все многообразия, допускающие разбиение Хегора рода ноль, гомеоморфны {\displaystyle S^{3}}.
- Вложенный тор разбивает сферу на два полнотория, это даёт другое разбиение Хегора  {\displaystyle S^{3}} рода 1. (См. также расслоение Хопфа.)
- Линзовые пространства допускают разбиение Хегора рода один. Иначе говоря, любое линзовое пространство можно разрезать тором на два полнотория.

## Свойства
- Лемма Александера: с точностью до изотопии, существует единственное (кусочно-линейное) вложение двумерной сферы в трёхмерную сферу. 
  - Эту теорему можно переформулировать следующим образом: трёхмерная сфера  {\displaystyle S^{3}} допускает единственное разбиение Хегора рода ноль.
- Теорема Вальдхаузена[2]: каждое разбиение {\displaystyle S^{3}} получается из разбиения рода ноль путём операции связной суммы с разбиением сферы рода 1.
- Теорема Райдемейстера — Зингера: для любой пары разбиений {\displaystyle H_{1}} и {\displaystyle H_{2}} многообразия {\displaystyle M} существует  третье разбиение {\displaystyle H}, которое является стабилизацией обоих. То есть {\displaystyle H} можно получить из {\displaystyle H_{1}} и {\displaystyle H_{2}} путём взятия связной суммы с разбиением {\displaystyle S^{3}} рода 1.
- Любая минимальная поверхность в трёхмерном римановом многообразии положительной кривизны задаёт разложение Хегора.